# MG-179
A MG-179 é uma rodovia brasileira do estado de Minas Gerais. Esta rodovia tem aproximadamente 102 km de toda sua extensão e que é formada de pista simples de duas mãos de direção, recuperada recentemente pelo Governo do Estado de Minas Gerais.
Pela direção e sentido que ela percorre, é considerada uma rodovia longitudinal.
Ela começa em Pouso Alegre, no entroncamento com a BR 459, e termina em Alfenas, no entroncamento com a BR 491. A rodovia MG-179 passa pelos seguintes municípios:
- Pouso Alegre
- Espírito Santo do Dourado
- Silvianópolis
- São João da Mata
- Poço Fundo
- Machado
- Alfenas

## Denominações
Por força da lei estadual 15526 de 2005, deu a essa rodovia a denominação de Rodovia Deputado Sebastião Navarro Vieira.